# Bussy-lès-Poix
Bussy-lès-Poix is een gemeente in het Franse departement Somme (regio Hauts-de-France) en telt 93 inwoners (2009). De plaats maakt deel uit van het arrondissement Amiens.

## Geografie
De oppervlakte van Bussy-lès-Poix bedraagt 4,4 km², de bevolkingsdichtheid is dus 21,1 inwoners per km².
De onderstaande kaart toont de ligging van Bussy-lès-Poix met de belangrijkste infrastructuur en aangrenzende gemeenten.

## Demografie
Onderstaande figuur toont het verloop van het inwonertal (bron: INSEE-tellingen).